# Тимельовець гімалайський
Тимельове́ць гімалайський (Pterorhinus ruficollis) — вид горобцеподібних птахів родини Leiothrichidae. Мешкає в Гімалаях і горах Південно-Східної Азії.

## Опис
Довжина птаха становить 22-27 см, вага 51–73 г. Забарвлення переважно сіре, голова чорна, шия руда, гузка руда. Очі червоні, дзьоб чорний, лапи темно-сірі.

## Поширення і екологія
Гімалайські тимельовці мешкають в Індії, Непалі, Бутані, М'янмі, Китаї і Бангладеш. Вони живуть в тропічних лісах і чагарникових заростях, на полях, пасовищах і садах. Живляться комахами, насінням і равликами. Сезон розмноження триває з березня по серпень.